# Rochelieae
Rochelieae, tribus boražinovki dio potporodice Cynoglossoideae. Sastoji se od dva podtribusa sa 11 rodova.
Maryam Khoshsokhan i Shahrokh Kazempour Osaloo navode 2018. novu filogeniju plemena Rochelieae (Boraginaceae, Cynoglossoideae) korištenjem podataka sekvenci iz unutarnje transkribirane razmaknice nuklearne ribosomske DNA (nr-DNA ITS), plastidnog trnL(UAA) introna, trnL(UAA)-trnF(GAA ) međugenski razmaknica (trnL-F) i rpl32-trnL(UAG) međugenski razmaknica (rpl32-trnL(UAG)). Analize su otkrile dobro poduprtu kladu Rochelieae. Hackelia i Rochelia su monofileti dok Lappula, Eritrichium i Lepechiniella nisu. Vrste roda Lappula tvori tri različite loze preko plemena Rochelieae. Lappula sinaica smještena je u novi monotipski rod Pseudolappula Khoshsokhan & Kaz. Osaloo. Lappula sessiliflora i L. drobovii odvajaju se od Lappule i prenose u Rocheliju. Tri vrste Lepechiniella su prenesene u Lappula. U skladu s prethodnim studijama, njihove su analize pokazale da sjevernoamerička vrsta Lappula potječe od azijskih srodnika. Daje se taksonomska obrada Lappula, Rochelia i Pseudolappula, kao i ključ za rodove plemena.

## Podtribusi i rodovi
1. Subtribus Heterocaryinae H. Riedl
  1. Suchtelenia Kar. ex Meisn. (1 sp.)
  2. Pseudoheterocaryum Kaz. Osaloo & Saadati (4 spp.)
  3. Heterocaryum A. DC. (2 spp.)
2. Subtribus Eritrichiinae Benth. & Hook. fil.
  1. Hackelia Opiz ex Berchtold (49 spp.)
  2. Embadium J. M. Black (3 spp.)
  3. Oncaglossum Sutorý (1 sp.)
  4. Pseudolappula Khoshsokhan & Kaz. Osaloo (1 sp.)
  5. Eritrichium Schrad. (76 spp.)
  6. Lappula Moench (78 spp.)
  7. Lepechiniella Pop. (15 spp.)
  8. Rochelia Rchb. (25 spp.)

|  | Zajednički poslužitelj ima još gradiva o temi Rochelieae |
|  | Wikivrste imaju podatke o taksonu Rochelieae             |